# Lovenellidae
Lovenellidae är en familj av nässeldjur. Enligt Catalogue of Life ingår Lovenellidae i ordningen Leptothecata, klassen hydrozoer, fylumet nässeldjur och riket djur, men enligt Dyntaxa är tillhörigheten istället ordningen Hydroida, klassen hydrozoer, fylumet nässeldjur och riket djur. Enligt Catalogue of Life omfattar familjen Lovenellidae 37 arter. 
Kladogram enligt Catalogue of Life och Dyntaxa:
| Lovenellidae | \| \| Campalecium \| \| \| \| \| \| Eucheilota \| \| \| \| \| \| Hydranthea \| \| \| \| \| \| Lovenella \| \| \| \| |
|              | \| \| Campalecium \| \| \| \| \| \| Eucheilota \| \| \| \| \| \| Hydranthea \| \| \| \| \| \| Lovenella \| \| \| \| |
|              | Campalecium |
|              | |
|              | Eucheilota |
|              | |
|              | Hydranthea |
|              | |
|              | Lovenella |
|              | |